# کاری گریوز
کاری گریوز (انگلیسی: Carie Graves؛ زادهٔ ۲۷ ژوئن ۱۹۵۳) قایقران روئینگ اهل ایالات متحده آمریکا بود.
وی در مسابقات کشوری و بین‌المللی در مجموع برندهٔ ۱ مدال طلا، ۱ مدال نقره، ۱ مدال برنز شده‌است.